# Ошорхеју (Бихор)
Ошорхеју (рум. Oşorheiu) насеље је у Румунији у округу Бихор у општини Ошорхеј. Oпштина се налази на надморској висини од 157 m.

## Становништво
Према подацима из 2011. године у насељу је живело 5764 становника.